# Groß Nemerow
Groß Nemerow est une commune d'Allemagne située dans l'arrondissement du Plateau des lacs mecklembourgeois, dans le Land de Mecklembourg-Poméranie-Occidentale.

## Quartiers
| - Groß Nemerow - Klein Nemerow - Krickow - Tollenseheim - Zachow |